# Ústav zpravodajských studií Univerzity obrany
Ústav zpravodajských studií Univerzity obrany (ÚZS UO) je vysokoškolský ústav Univerzity obrany se sídlem v Brně. Ústav vznikl v roce 2022. Svou působností se zaměřuje především na rozvoj problematiky strategického vojenského zpravodajství.

## Působnost ústavu
Charakter vysokoškolského ústavu v souladu s ustanovením § 34 zákona č. 111/1998 Sb., o vysokých školách a o změně a doplnění dalších zákonů (zákon o vysokých školách) umožňuje soustředění sil a prostředků na řešení vědecko-výzkumných úkolů ve prospěch zpravodajských kapacit rezortu obrany ČR. ÚZS zároveň zabezpečuje výuku zpravodajských předmětů ve zpravodajské a průzkumné odbornosti v rámci akreditované vysokoškolské výuky. Současně v rámci vzdělávací činnosti realizuje pedagogickou činnost v kariérových a odborných kurzech ve prospěch Vojenského zpravodajství a zpravodajských součástí Armády České republiky.

## Aktivity ÚZS
Mezi další aktivity ÚZS patří:
- vědecká výchova studentů doktorského studijního programu zaměřených na disertační výzkum zpravodajské problematiky
- organizace konferencí, seminářů, workshopů a diskuzních panelů na národní a mezinárodní úrovni se zpravodajskou problematikou a tématy, která se vztahují k hodnocení bezpečnostního prostředí v oblastech strategického zpravodajského zájmu
- podíl na normotvorné a expertní činnosti ve prospěch rezortů obrany, zahraničních věcí a vnitra ČR
- koordinační role jako jediného vysokoškolského pracoviště v ČR komplexně se zabývajícího tzv. Intelligence Studies
- vědecko-výzkumná a expertní spolupráce se zahraničními akademickými a výzkumnými institucemi činnými v problematice zpravodajských studií

## Struktura
Ústav tvoří dvě oddělení:
- Oddělení zpravodajských oborů a analýzy
- Oddělení hrozeb a regionů

## Výuka
Ve vzdělávací činnosti Ústav zpravodajských studií zabezpečuje:
- výuku a garanci předmětů v akreditovaných formách vysokoškolského vzdělávání zaměřených na oblast zpravodajství (aktuálně studijní specializace Management informačních zdrojů, Zpravodajské zabezpečení AČR a Velitel průzkumných jednotek)
- výuku v rámci kurzů celoživotního vzdělávání (Kurz pro Vojenské zpravodajství a Kurz zpravodajské analýzy)
- vědeckou výchovu studentů doktorského studijního programu zaměřených na disertační výzkum zpravodajské problematiky

## Věda, výzkum a inovace
Rozhodující činností Ústavu zpravodajských studií je aplikovaný výzkum v oblasti strategického vojenského zpravodajství primárně v souladu s potřebami Vojenského zpravodajství a Velitelství kybernetických sil a informačních operací Armády České republiky se zvláštním zaměřením na rozvoj:
- základních zpravodajských oborů (zpravodajství z lidských zdrojů, signálové zpravodajství, obrazové zpravodajství a zpravodajství z otevřených zdrojů)
- nástrojů informační analýzy
- metod a technik strukturované analýzy
- simulace a modelování ve zpravodajství
- zpravodajského prognózování, monitoringu a vyhodnocování politicko-vojenského, vojenskostrategického a bezpečnostního vývoje v regionech a vybraných tématech zpravodajského zájmu